# El Huaxtho
El Huaxtho es una localidad mexicana perteneciente al municipio de Actopan, en el estado de Hidalgo.

## Toponimia
La palabra Huaxtho en idioma otomí nguastó que significa‘recargado’, piedra recargada. También se ha dicho que puede significar "lugar en donde sopla el viento sin que nada lo detenga".

## Geografía

### Ubicación
Le corresponden las coordenadas geográficas 20° 14’ 04” de latitud norte y 98° 57’ 44” de longitud oeste. Se encuentra en la región geográfica del estado de Hidalgo denominada Valle del Mezquital. La localidad se localiza en la región oriente de México, al centro del estado de Hidalgo y al sur del territorio municipal de Actopan.

### Relieve e hidrografía
La localidad tiene una altitud promedio de 2001 metros sobre el nivel del mar; con un relieve principalmente de llanura; con una pendientes del terreno de 0 a 3 grados. Fisiográficamente se encuentra en la provincia del Eje Neovolcánico, dentro de la subprovincia de Llanuras y Sierras de Querétaro e Hidalgo.
En cuanto a edafología tiene un tipo de suelo de phaeozem y aluvial; en cuanto a geología cuenta con rocas ígnea extrusiva tipo basalto y basalto- brecha volcánica básica. En lo que respecta a la hidrografía, se encuentra posicionada en la región del Pánuco, dentro de la cuenca del río Moctezuma, en la subcuenca del río Actopan. También se encuentra sobre el acuífero Actopan-Santiago de Anaya. La principal corriente de agua es el río Chicavasco.

### Clima
La ciudad presenta un clima semiseco templado.
| Parámetros climáticos promedio de El Huaxtho  | Parámetros climáticos promedio de El Huaxtho | Parámetros climáticos promedio de El Huaxtho | Parámetros climáticos promedio de El Huaxtho | Parámetros climáticos promedio de El Huaxtho | Parámetros climáticos promedio de El Huaxtho | Parámetros climáticos promedio de El Huaxtho | Parámetros climáticos promedio de El Huaxtho | Parámetros climáticos promedio de El Huaxtho | Parámetros climáticos promedio de El Huaxtho | Parámetros climáticos promedio de El Huaxtho | Parámetros climáticos promedio de El Huaxtho | Parámetros climáticos promedio de El Huaxtho | Parámetros climáticos promedio de El Huaxtho |
| Mes                                           | Ene.                                         | Feb.                                         | Mar.                                         | Abr.                                         | May.                                         | Jun.                                         | Jul.                                         | Ago.                                         | Sep.                                         | Oct.                                         | Nov.                                         | Dic.                                         | Anual                                        |
| --------------------------------------------- | -------------------------------------------- | -------------------------------------------- | -------------------------------------------- | -------------------------------------------- | -------------------------------------------- | -------------------------------------------- | -------------------------------------------- | -------------------------------------------- | -------------------------------------------- | -------------------------------------------- | -------------------------------------------- | -------------------------------------------- | -------------------------------------------- |
| Temp. máx. media (°C)                         | 21.6                                         | 23.8                                         | 26.2                                         | 27.5                                         | 27.7                                         | 25.6                                         | 24.4                                         | 24.7                                         | 23.6                                         | 22.8                                         | 22.3                                         | 22.0                                         | 24.4                                         |
| Temp. media (°C)                              | 12.8                                         | 14.4                                         | 16.5                                         | 18.2                                         | 19.2                                         | 18.6                                         | 17.7                                         | 17.8                                         | 17.4                                         | 15.7                                         | 14.1                                         | 13.6                                         | 16.3                                         |
| Temp. mín. media (°C)                         | 4.1                                          | 5.1                                          | 6.8                                          | 8.9                                          | 10.7                                         | 11.6                                         | 11.0                                         | 10.9                                         | 11.2                                         | 8.6                                          | 6.0                                          | 5.2                                          | 8.3                                          |
| Precipitación total (mm)                      | 11.0                                         | 8.0                                          | 13.0                                         | 31.0                                         | 56.0                                         | 81.0                                         | 81.0                                         | 61.0                                         | 82.0                                         | 35.0                                         | 14.0                                         | 7.0                                          | 480                                          |
| Fuente: Servicio Meteorológico Nacional. 2015 |                                              |                                              |                                              |                                              |                                              |                                              |                                              |                                              |                                              |                                              |                                              |                                              |                                              |

## Demografía
De acuerdo al censo INEGI del año 2020 cuenta con una población de 3131 habitantes, de los cuales 1488 son hombres y 1643 son mujeres. Esta población corresponde al 5.13 % de la población municipal.
| Gráfica de evolución demográfica de El Huaxtho entre 1900 y 2020 |
|                                                                  |
| Población registrada por los censos y conteos del INEGI.         |

## Infraestructura
La localidad cuenta con una escuela de nivel preescolar, una primaria y un telesecundaria.  El código postal de la localidad es 42613, y su prefijo telefónico es 772. El servicio de agua potable, drenaje y alcantarillado está a cargo de la Comisión de Agua y Alcantarillado Sistema Actopan (CAASA), mientras que la Comisión Federal de Electricidad (CFE) se encarga de la electricidad y alumbrado público.

## Cultura
En cuanto a arquitectura destaca la Capilla Señor de Orizaba. En gastronomía el platillo tradicional es la barbacoa de borrego horneada en un horno subterráneo, además como uno de sus platillos principales se encuentra el ximbó, que es carne de gallo doméstico envuelto con pencas de maguey y horneado en un horno subterráneo.
Dentro de las fiestas populares que se celebran en el municipio se encuentran todas las celebraciones religiosas como Semana Santa, Navidad, Día de Muertos y el 12 de diciembre se realizan los tradicionales festejos a la Virgen de Guadalupe. También destaca la Feria patronal del 8 de diciembre en honor a la Virgen de la Purísima Concepción, donde destaca el concurso gastronómico y el encuentro de bandas.

## Economía
Tiene un grado de marginación es alto y un grado de rezago social bajo. Las principales actividades económicas son el comercio, la agricultura, ganadería y la avicultura.